# تهمینه درانی
تهمینه درانی (اردو: تہمینہ درانی؛ متولد ۱۸ فوریه ۱۹۵۳) نویسنده پاکستانی است که به خاطر کتاب پرفروشش «ارباب فئودال من» شناخته می‌شود. او یک هنرمند و فعال حقوق زنان و کودکان است. او از مارس ۲۰۲۴ همسر فعلی نخست‌وزیر پاکستان، شهباز شریف، است. شریف پیش از این از ۱۰ آوریل ۲۰۲۲ تا ۱۳ اوت ۲۰۲۳ در این سمت خدمت کرده است.